# Resolutie 1769 Veiligheidsraad Verenigde Naties
Resolutie 1769 van de Veiligheidsraad van de Verenigde Naties werd op 31 juli 2007 met
unaniem door de VN-Veiligheidsraad aangenomen.
De resolutie autoriseerde een hybride vredesoperatie die samen met de
Afrikaanse Unie was opgezet in de Soedanese regio Darfur voor een periode van een
jaar.

## Achtergrond
Al in de jaren 1950 was zwarte zuiden van Soedan in opstand gekomen tegen het overheersende Arabische noorden.
De vondst van aardolie in het zuiden maakte het conflict er enkel maar moeilijker op.
In 2002 kwam er een staakt-het-vuren en werden afspraken gemaakt over de verdeling van de olie-inkomsten.
Verschillende rebellengroepen waren hiermee niet tevreden en in 2003 ontstond het conflict in Darfur tussen deze rebellen en de door de regering gesteunde janjaweed-milities.
Die laatsten gingen over tot etnische zuiveringen en in de volgende jaren werden in Darfur grove mensenrechtenschendingen gepleegd waardoor miljoenen mensen op de vlucht sloegen.

## Inhoud

### Waarnemingen
Alle partijen in Soedan werden opgeroepen de inzet van de VN-Lichte- en Zware Ondersteuning bij de
AMIS-vredesmissie van de Afrikaanse Unie en een hybridemissie in Darfur te
vergemakkelijken. Soedan had reeds ingestemd met een VN-AU-hybridemissie in Darfur. De troepen daarvan
moesten zo veel mogelijk uit Afrikaanse landen komen.
Men bleef bezorgd om de aanvallen op de bevolking en het wijdverspreide seksueel geweld en voor de
veiligheid van hulpverleners. De partijen die de hulpverlening aan de bevolking hinderden werden
veroordeeld. De Veiligheidsraad eiste ook dat er geen luchtbombardementen meer zouden zijn en dat daar
geen vliegtuigen met VN-markeringen voor gebruikt zouden worden.

### Handelingen
De Veiligheidsraad autoriseerde en mandateerde voor een periode van 12 maanden de UN/AU-hybrideoperatie
UNAMID in Darfur. Die missie zou AMIS en de VN-eenheden bij AMIS opslorpen en bestaan uit 19.555
manschappen, waaronder 360 militaire waarnemers en verbindingsofficieren, en 3772 politiepersoneel,
waarvan 19 politie-eenheden van 140 agenten.
UNAMID moest toezien op de aanwezigheid van wapens in Darfur die in overtreding waren van de maatregelen
die met resolutie 1556 waren opgelegd. De missie werd
ook geautoriseerd om zichzelf en hulpverleners te beschermen en de uitvoering van het Vredesakkoord van
Darfur te ondersteunen, en dit met alle nodige middelen.

## Verwante resoluties
- Resolutie 1714 Veiligheidsraad Verenigde Naties (2006)
- Resolutie 1755 Veiligheidsraad Verenigde Naties
- Resolutie 1779 Veiligheidsraad Verenigde Naties
- Resolutie 1784 Veiligheidsraad Verenigde Naties

Lijst ·  1739 ·  1740 ·  1741 ·  1742 ·  1743 ·  1744 ·  1745 ·  1746 ·  1747 ·  1748 ·  1749 ·  1750 ·  1751 ·  1752 ·  1753 ·  1754 ·  1755 ·  1756 ·  1757 ·  1758 ·  1759 ·  1760 ·  1761 ·  1762 ·  1763 ·  1764 ·  1765 ·  1766 ·  1767 ·  1768 ·  1769 ·  1770 ·  1771 ·  1772 ·  1773 ·  1774 ·  1775 ·  1776 ·  1777 ·  1778 ·  1779 ·  1780 ·  1781 ·  1782 ·  1783 ·  1784 ·  1785 ·  1786 ·  1787 ·  1788 ·  1789 ·  1790 ·  1791 ·  1792 ·  1793 ·  1794